# Lure of the Temptress
Lure of the Temptress is een computerspel dat werd ontwikkeld door Revolution Software en werd uitgegeven door Virgin Interactive. Het spel werd uitgebracht in 1992 voor de Commodore Amiga, Atari ST en DOS (besturingssysteem). Het spel is een point-and-click adventure.

## Verhaal
De speler speelt als een jonge boer genaamd Diermot, die werkt als klopper voor de jachtpartij van de koning. Op een nacht wordt de koning op pad gestuurd naar een groep opstandelingen. Wanneer de partij aankomt worden zij geconfronteerd met een groep mensetende Skorl. De koning wordt gedood in het gevecht, en de jonge Diermot gevangen genomen. Aan hem de taak om te ontsnappen uit de gevangenis en zijn land te bevrijden.

## Platform
- Amiga (1992)
- Atari ST (1992)
- DOS (1992)
- Macintosh (2012)
- Windows (2008)

## Ontvangst
| Beoordeeld door                      | Platform | Datum          | Score |
| ------------------------------------ | -------- | -------------- | ----- |
| Joystick (Frans)                     | Amiga    | september 1992 | 90%   |
| Génération 4                         | Amiga    | september 1992 | 90%   |
| Amiga Power                          | Amiga    | juli 1992      | 88%   |
| Datormagazin                         | Amiga    | juli 1992      | 84%   |
| Joker Verlag präsentiert: Sonderheft | DOS      | 1993           | 81%   |
| Amiga Joker                          | Amiga    | september 1992 | 81%   |
| Power Play                           | DOS      | juli 1992      | 80%   |
| Obligement                           | Amiga    | juli 2013      | 80%   |
| PC Games (Duitsland)                 | DOS      | september 1992 | 68%   |
| The Freehare                         | DOS      | 2006           | 60%   |